# Herre, hör min bön
Herre, hör min bön är en psalm med text efter psaltaren 102:2-3 och musik skriven 1982 av Jacques Berthier på kommuniteten i Taizé.

## Publicerad i
- Psalmer och Sånger 1987 som nummer 824 under rubriken "Att leva av tro - Bönen".[1]